# Frankolín jihoafrický
Frankolín jihoafrický (Scleroptila afra) je druh bažantovitého ptáka, který se vyskytuje pouze v Jihoafrické republice a Lesothu. 

## Systematika
Druh formálně popsal anglický ornitolog John Latham v roce 1790. Lathamův popis byl založen na exempláři z Mysu dobré naděje, který pocházel ze sbírek Josepha Bankse. V minulosti byl frankolín jihoafrický považován za konspecifický s frankolínem vřesovištním (Scleroptila psilolaema).
Druhové jméno afra pochází z latinského Afer (africký). Jedná se o monotypický taxon.

## Výskyt
Druh je rozšířen pouze podél jižní části Jihoafrické republiky a v Lesothu. Nejčastěji se vyskytuje v alpinské travnaté a keřovité krajině o nadmořských výškách 1800–2750 m n. m.

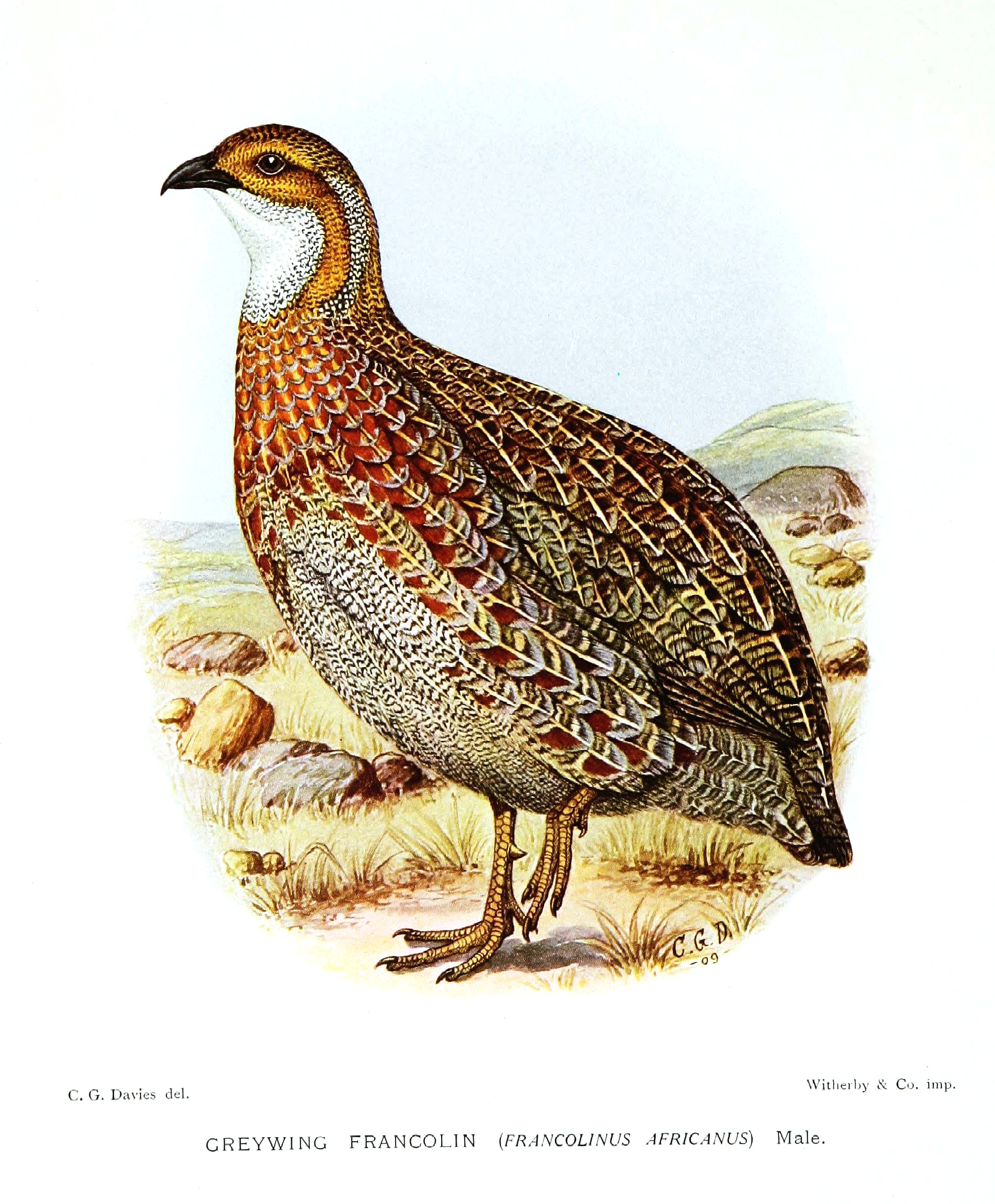
Ilustrace frankolína jihoafrického (C. G. Finch-Davies, 1912)

## Popis
Jedná se o nenápadně zbarveného frankolína s hnědo-šedě-rezavým opeřením. Zobák je černohnědý, horní čelist je zakončena ostrou mírně hákovitou špičkou. Duhovky jsou hnědé, nohy hnědožluté. Dospělci dosahují výšky kolem 31–33 cm a váhy 354–410 g.

## Biologie a ekologie
Frankolín jihoafrický se vyskytuje v menších skupinkách o asi 8 jedincích, občas i ve větších uskupeních do 25 jedinců. Živí se převážně rostlinným materiálem, jako jsou cibule, listy, kořínky, ovoce a semena. Občas pozře i hmyz.

### Hnízdění
Hnízdo představuje jen důlek v zemi vystlaný trávou a někdy i peřím. Samice snáší kolem 4–8 vajec o rozměrech 40×30 mm. Zbarvení vajec bývá žlutohnědé, občas s hnědými až břidlicovými skvrnami. Inkubuje pouze samice po dobu kolem 22 dní. Ptáčata jsou vysoce prekociální a již krátce po vyklubání opouští hnízd a shánějí si potravu sama. Zůstávají nicméně v blízkosti rodičů po většinu hnízdního období.

## Ohrožení
Mezinárodní svaz ochrany přírody (IUCN) ve své zprávě o stavu populace z roku 2016 druh hodnotil jako málo dotčený.